# Aeroporto di Salerno-Pontecagnano
L'Aeroporto di Salerno-Pontecagnano "Costa d’Amalfi e del Cilento" (IATA: QSR, ICAO: LIRI) è un aeroporto internazionale italiano, situato a 21 km a sud est della città di Salerno e ricompreso tra i comuni di Bellizzi e Pontecagnano Faiano. Analogamente all'altro aeroporto campano di Napoli-Capodichino, lo scalo salernitano è gestito dalla Società Gestione Servizi Aeroporti Campani S.p.A. 
La struttura è dotata di una pista in asfalto lunga 2200 m e larga 45 m ed è situata a 40 m s.l.m..

## Storia
L'aeroporto nasce nel 1926 come campo di fortuna creato dal genio aeronautico. Dal 1929 viene utilizzato dal 20º Stormo Aeroplani da Ricognizione comandato dal colonnello pilota Mario Martucci, al quale, dopo la morte avvenuta nel 1933, fu intitolato inizialmente lo scalo.
Risale invece al 1933 l'istituzione della Scuola provinciale di volo a vela, destinata a diventare, nel 1938, Scuola nazionale di volo senza motore. Dal 1940 al 1943 la struttura ospita la Scuola di pilotaggio 1º periodo e negli stessi anni l'architetto Pier Luigi Nervi ne progetta gli hangar. Nel 1943 l'aeroporto è dapprima oggetto di pesanti bombardamenti da parte dell'aviazione alleata e poi, tra il settembre e l'ottobre dello stesso anno, durante lo sbarco di Salerno, diviene teatro di violenti scontri tra questi e le forze tedesche del 64 Reg. Panzer che l'avevano occupato dopo l'Armistizio di Cassibile. Nel 1946 viene istituito un servizio meteorologico, con relativa stazione affiliata all'organizzazione meteorologica mondiale, mentre risale al 1952 la fondazione dell'Aero Club Salerno, con primo avioraduno nel 1958. Nello stesso anno viene presentato uno schema di atto costitutivo per il consorzio per l'aeroporto di Pontecagnano (poi ufficializzato nel 1981).
Nel 1962 vi atterra l'aereo con a bordo la famiglia Kennedy. Dal 1958 al 1970 vi si sono svolti 13 tra avioraduni e manifestazioni aeree. Dal 1975 ospita il 7º Elinucleo dei Carabinieri, mentre nel 1984 arriva il 9º Nucleo elicotteri dei Vigili del Fuoco e la sezione locale dell'Associazione Nazionale Paracadutisti con la sua scuola di lancio. Nel 1987 viene realizzata la nuova torre di controllo. Fino al 2007 è stato utilizzato esclusivamente, oltre che da Carabinieri e Vigili del Fuoco, dalle scuole di volo e paracadutismo e per traffico business di piccoli jet privati.

### L'adeguamento del 2007
Nel 2007 l'aeroporto è stato adeguato per sviluppare il traffico civile su larga scala, con quattro banchi check-in, due aree di imbarco, nastri bagagli e sale d'aspetto. La pista, che dispone del sistema radiofaro VOR, di radioassistenza VDF e di un sistema luci e apparecchiature per semplificare le manovre di atterraggio, è stata allungata per un totale di 1 654 m.
I voli di linea sono iniziati nel 2008, con la compagnia VolaSalerno che ha operato dal 2 agosto 2008 al 18 dicembre 2008, seguita dal 27 luglio 2009 al 7 maggio 2010 dalla compagnia Air Dolomiti. Dal 1º dicembre 2010 al 23 marzo 2012 ha poi operato la compagnia Alitalia. Dal giugno 2012 a ottobre 2012 hanno operato le compagnie Skybridge AirOps, Air Dolomiti, Danube Wings.
Nel gennaio 2013 lo scalo è stato inserito nel "Piano Nazionale per lo Sviluppo Aeroportuale" tra i 31 aeroporti di interesse nazionale. Nella primavera 2016 lo scalo è stato utilizzato dalla Medavia per voli charter stagionali.

### La nuova gestione e l'aviazione internazionale
Dal 1º novembre 2019 la Gesac, Società di gestione dell’Aeroporto Internazionale di Napoli Capodichino, entra ufficialmente nella gestione dello scalo salernitano, inglobando la società Aeroporto di Salerno spa. L'accordo arriva dopo lunghi anni di trattative e vari tentativi di concessioni ad altre realtà private, sotto particolare impulso della nuova giunta regionale guidata da Vincenzo De Luca. Il piano prevede la nascita di un sistema aeroportuale integrato tra le due principali città campane, con l'obiettivo di decongestionare l'Aeroporto di Napoli-Capodichino, oltre ad importanti investimenti dal punto di vista strutturale per adeguare il Salerno-Costa d'Amalfi e consentire di ospitare, entro il 2043, 5,5 milioni di passeggeri.
L'aeroporto, il trentanovesimo d'Italia, viene inaugurato ufficialmente l'11 luglio 2024 con l'atterraggio del volo Volotea proveniente da Nantes. Alla cerimonia sono stati presenti anche il ministro dei trasporti Matteo Salvini, il presidente della regione Campania Vincenzo De Luca, Carlo Borgomeo, Roberto Barbieri, Fabio Nicolai e Vincenzo Telesca.

### Masterplan 2043
A luglio 2019 la regione Campania e Gesac presentano il piano di interventi per il nuovo scalo salernitano da realizzarsi entro il 2043, anno di scadenza della concessione. Gli interventi prevedono tra le varie cose: il prolungamento della pista, un nuovo terminal per l'aviazione generale, nuovi parcheggi e una nuova aerostazione progettata dallo studio napoletano GNOSIS. Opere complementari, realizzate dalla regione Campania, prevedono il prolungamento della metropolitana di Salerno con una stazione nelle immediate vicinanze dell'aeroporto e l'adeguamento delle infrastrutture viarie.
Il 7 agosto 2019 è pubblicato il bando inerente alla prima fase di lavori di ammodernamento, ampliamento e riqualificazione dell'intero aeroporto per un importo complessivo di 25 milioni di euro.
A luglio 2020 cominciarono i lavori di miglioramento ed estensione della pista aeroportuale a 2 000 m, che vennero completati a febbraio 2024. Nel suo primo anno di attività "ingrandita" (2024) l'aeroporto registra un notevole incremento, secondo Luca Cascone (presidente commissione trasporti Regione Campania): “1.000 voli entro la fine di settembre e 200.000 passeggeri entro la fine del 2024".
Nel 2025 è prevista la realizzazione di un nuovo terminal costruito interamente con materiali sostenibili realizzato dal gruppo Deerns in stile moderno che avrà 5 gate, pannelli fotovoltaici che ridurranno le emissioni di CO2 e numerose aperture per permettere l'entrata della luce nell'edificio. Nel frattempo sarà costruito un terminal per l'aviazione generale, che verrà usato come terminal temporaneo mentre quello principale sarà in costruzione.

## Compagnie e destinazioni
| Compagnie         | Destinazioni |
| ----------------- | --- |
| Air Horizont      | Gerba (termina il 1 settembre 2025), Rodi, Zante |
| Air Mediterranean | Lourdes (comincia il 25 agosto 2025) |
| British Airways   | Stagionali: Londra-Gatwick (termina il 18 ottobre 2025) |
| easyJet           | Milano-Malpensa (riprende il 1 settembre 2025) Stagionali: Berlino-Brandeburgo (termina il 28 agosto 2025), Ginevra-Cointrin (termina il 29 agosto 2025), Londra-Gatwick (termina il 1 novembre 2025) |
| Ryanair           | Bergamo-Orio al Serio, Bruxelles-Charleroi (termina il 24 ottobre 2025), Torino Stagionali: Londra-Stansted (termina il 20 ottobre 2025), Vienna                                                      |
| SkyAlps           | Bolzano (comincia il 19 ottobre 2025) |
| Volotea           | Stagionali: Lione (termina il 29 agosto 2025), Marsiglia (termina il 31 agosto 2025), Nantes (termina il 31 ottobre 2025)                                                                             |
| Vueling           | Stagionali: Parigi-Orly (termina il 29 agosto 2025), Barcellona-El Prat (termina il 25 ottobre 2025)                                                                                                  |
| Wizz Air          | Stagionali: Bucarest-Henri Coandă (termina il 24 ottobre 2025), Tirana (termina il 25 ottobre 2025)                                                                                                   |

## Traffico commerciale
Secondo dati ENAC, Assaeroporti
| Anno   | Movimenti | Variazione % | Passeggeri | Variazione % |
| ------ | --------- | ------------ | ---------- | ------------ |
| 2008   | 588       | Stabile      | 18 067     | Stabile      |
| 2009   | 469       | 20,24        | 3 968      | 78,04        |
| 2010   | 1 049     | 123,67       | 5 163      | 30,12        |
| 2011   | 2 644     | 152,05       | 24 631     | 377,07       |
| 2012   | 1 553     | 41,26        | 8 797      | 64,28        |
| 2013   | 826       | 46,81        | 2 009      | 77,16        |
| 2014   | 832       | 0,7          | 2 245      | 11,07        |
| 2015   | 695       | 16,47        | 1 612      | 28,20        |
| 2016   | 142       | 79,57        | 2 923      | 81,33        |
| 2017   | 140       | 1,4          | 3 028      | 3,6          |
| 2018   | 4         | 97,1         | 141        | 95,3         |
| 2019   | N/A       | N/A          | N/A        | N/A          |
| 2020   | 4 728     | Stabile      | 11 295     | Stabile      |
| 2021   | 1 054     | 77,7         | 1 280      | 89,3         |
| 2022   | 275       | 73,9         | 0          | 100          |
| 2023   | 310       | 12,7         | 0          | Stabile      |
| 2024   | 3 170     | 922,58       | 179 123    | Stabile      |
| Totale | 18 335    |              | 267 467    |              |

## Trasporti e collegamenti
È possibile raggiungere l'aeroporto dall'Autostrada Salerno-Reggio Calabria attraverso l'uscita Montecorvino Pugliano - Pontecagnano Sud, dalla Tangenziale di Salerno uscendo sulla SP 417 "Aversana" oppure dalla Strada statale 18 Tirrena Inferiore.
Dall'11 luglio 2024 è attivo un servizio di collegamento via autobus tra la stazione di Salerno e l'aeroporto, gestito da Busitalia Campania e denominato "Salerno Airlink". La linea prevede 26 corse settimanali, attive dalle ore 6 alle ore 20, per un tempo di percorrenza stimato di 40 minuti. Dallo scalo partono inoltre collegamenti autostradali veloci via autobus per la Costiera amalfitana gestiti da Sita Sud, con fermate a Vietri sul Mare, Cetara, Maiori, Minori, Amalfi e Furore.
È in corso di costruzione il prolungamento del servizio ferroviario metropolitano di Salerno, che servirà direttamente l'aeroporto con una stazione da realizzarsi a ridosso del terminal, nonché una riqualificazione dell'intera viabilità dell'area.

### Distanze dai capoluoghi di provincia campani
- Salerno: 21 km[25]
- Avellino: 53,9 km[25]
- Napoli: 73 km[25]
- Benevento: 88,9 km[25]
- Caserta: 90,6 km[25]